# Brasserie
Die Brasserie ist in der Gastronomie eine in Frankreich übliche Form der Gaststätte, in der Speisen und Getränke zum dortigen Verzehr angeboten werden.

## Etymologie
Das Wort steht für „Brauerei“ (französisch brasserie), davon abgeleitet ist das Verb „brauen“ (französisch brasser). Im deutschen Sprachraum ist die Brasserie gleichbedeutend mit dem Brauhaus oder der Braustube.

## Geschichte

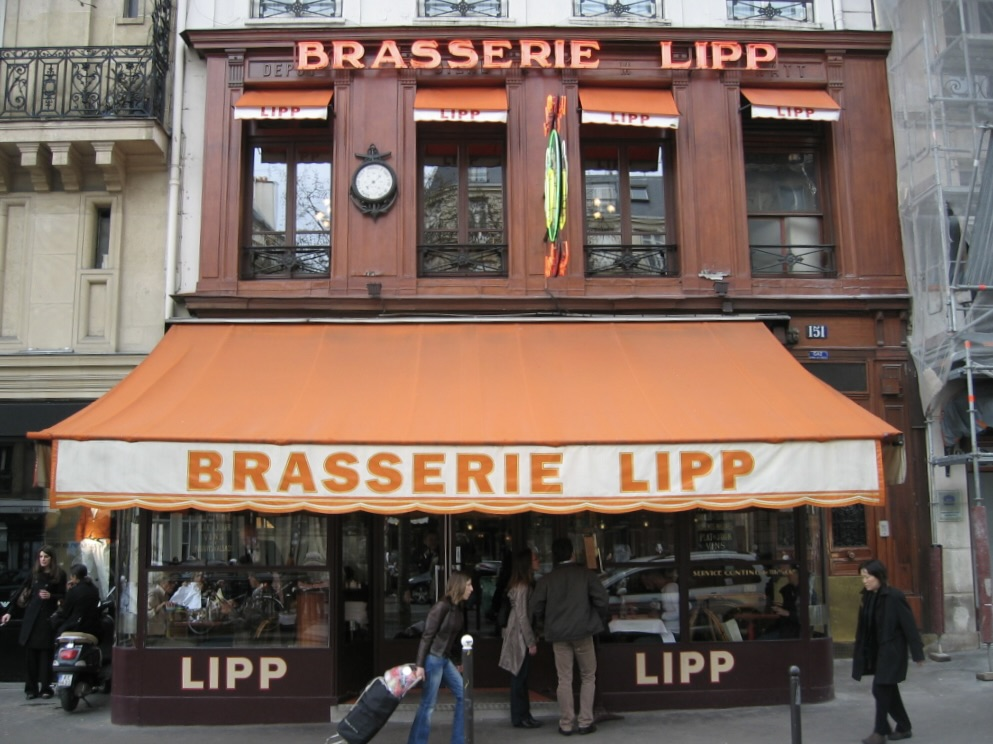
Die berühmte Brasserie Lipp in Paris auf dem Boulevard Saint-Germain

Die Verwendung des Begriffs für Gaststätten geht vermutlich auf Hausbrauereien und Brauhäuser im nördlichen Frankreich und dem wallonischen Teil Belgiens zurück, die in ihren Gaststuben neben dem Ausschank des Bieres oft rustikale Hausmannskost anboten.
Durch den Frieden von Frankfurt vom Mai 1871 kamen Teile des Elsass und Lothringens als Reichsland Elsaß-Lothringen zum Deutschen Reich, so dass viele Flüchtlinge aus Elsass-Lothringen nach Paris gingen. In der Folge kam es dort zur Gründung einiger Brasserien. Es waren zunächst Bierkneipen, die elsässische Küche (vor allem Sauerkraut, französisch choucroute) anboten. Als älteste entstand 1864 durch Frédéric Bofinger die Brasserie Bofinger mit ihrem Belle-Époque-Ambiente. 
Berühmt ist die Brasserie Lipp von 1880, als Leonard Lipp ein Bistro im Quartier Latin mit Bierausschank und Speisen eröffnete. Hier fanden sich bald Literaten, Künstler, Verleger, Intellektuelle, Politiker und berühmte Stars ein. Die Art-déco-Einrichtung gibt es seit 1926. Unter anderem fand hier 1965 publikumswirksam ein Treffen zwischen Valéry Giscard d’Estaing und Georges Pompidou statt. Wenig später geriet die Brasserie Lipp erneut in die Schlagzeilen, als dort am 29. Oktober 1965 unmittelbar vor dem Eingang auf dem Boulevard Saint-Germain der marokkanische Oppositionspolitiker Ben Barka entführt wurde.
Jean Voitenleitner eröffnete 1886 ein „Bierdepot“ (französisch dépôt de bière), das nach Übernahme im Jahre 1901 ab 1909 Brassereie Floderer nach seinem Inhaber Robert Flöderer benannt war. Seit ihrer Wiedereröffnung 1918 heißt sie Brasserie Flo.

## Heutige Situation
Die Brasserie war ursprünglich ein reines Bierlokal, inzwischen versteht man darunter eine Bar-Tabac, ein Bistro, ein Café oder Restaurant mit eigener Küche. Sie ist informeller und einfacher ausgestattet als ein Restaurant und verfügt im Gegensatz zu einem Bistro, Bar-Tabac oder Café über eine größere Auswahl an Warmspeisen. Brasserien bieten stets Biere als Getränke an, bei Restaurants dagegen stehen Weine im Vordergrund. Der Begriff findet heute auch im nicht frankophonen Ausland für Gaststätten dieses Typs Verwendung.